# Okke te Velde
Okke Sikko te Velde (Haarlemmermeer, 12 agosto 1966) è un ex cestista olandese.

## Carriera
Con i Paesi Bassi ha disputato due edizioni dei Campionati europei (1987, 1989).

## Palmarès
- Campionato olandese: 4

Noordkop: 1988-89, 1989-90, 1990-91, 1991-92
- Coppa d'Olanda: 2

Goba Gorinchem: 1995
Noordkop: 1992